# Juan Martín Jáuregui
Juan Martín Jáuregui Bertolami (Mar del Plata, Argentina; 6 de junio de 1979) es un actor argentino radicado en México. Conocido por sus participaciones en El señor de los cielos, Sin tu mirada y La candidata.

## Biografía
Es egresado del CEFAT de TV Azteca. Tomó cursos de actuación en Mar del Plata y estudió en la Escuela Metropolitana de Arte Dramático de Buenos Aires. También hizo diversos cursos de danza y teatro.
Ha trabajado para las cadenas TV Azteca en producciones como Un día cualquiera, Lo que la gente cuenta, A cada quien su santo, La Teniente y Lo que callamos las mujeres, y para Cadenatres en Infames, El octavo mandamiento, entre otras.
En 2014, participó en la película La dictadura perfecta, en la que comparte créditos con Damián Alcázar, Alfonso Herrera, María Rojo y Joaquín Cosío, entre otros.
En 2016, participó en Sin rastro de ti, a lado de Adriana Louvier, Danilo Carrera y Mauricio Abularach y posteriormente en La candidata e interpretó a Hernán Trevilla, compartiendo escenas con Susana González.
A finales de 2017, se integra a Sin tu mirada producción de Nacho Sada y personifica al oftalmólogo Ricardo Bazán.
En el 2019, sería convocado para ser el personaje antagónico en la nueva versión de La Usurpadora al lado de Sandra Echeverría y Andrés Palacios. En ese mismo año, sería llamado para estelarizar en la nueva producción de Telemundo, Preso Nº 1.

## Trayectoria

### Televisión
| Año     | Título                             | Personaje                    |
| ------- | ---------------------------------- | ---------------------------- |
| 2025    | Regalo de amor                     | Mauricio Navarro Mercado     |
| 2024    | Fugitivas, en busca de la libertad | Ismael Domínguez "El Fiscal" |
| 2023    | Eternamente amándonos              | Ignacio Cordero              |
| 2022    | La madrastra                       | Bruno Tejada                 |
| 2021    | S.O.S me estoy enamorando          | Diego Mirada                 |
| 2021    | ¿Qué le pasa a mi familia?         | Iván García Altamirano       |
| 2020    | Imperio de mentiras                | Marcelo Arízmendi            |
| 2019-20 | Preso No. 1                        | Ricardo Montaner             |
| 2019    | La usurpadora                      | Gonzalo Santamarina          |
| 2017-18 | Sin tu mirada                      | Ricardo Bazán                |
| 2017    | El Señor de los Cielos             | Sebastián Almagro            |
| 2016-17 | La candidata                       | Hernán Drago                 |
| 2016    | Un día cualquiera                  | Diego / Felipe / Alfredo     |
| 2016    | Sin rastro de ti                   | Braulio Portes               |
| 2014-15 | Los miserables                     | Evaristo Rodríguez Uriburu   |
| 2013-14 | Prohibido amar                     | Marcos Roldán                |
| 2010-13 | Lo que callamos las mujeres        | Juan / Marco                 |
| 2012    | La Teniente                        | Bruno Santoscoy              |
| 2012    | Infames                            | Daniel Herreyra              |
| 2011-12 | El octavo mandamiento              | Javier                       |
| 2011    | Al caer la noche                   | Diego                        |
| 2011    | Capadocia                          | Avelino                      |
| 2008-10 | A cada quién su santo              |                              |
| 2010    | Bienes raíces                      | José "Pepe" Durán            |
| 2009    | Demente                            | Santiago                     |
| 2008    | Decisiones                         |                              |
| 2008    | Lo que la gente cuenta             | Ricardo                      |
| 2005-06 | El amor no tiene precio            | Cobra                        |
| 2003-04 | Güeros de tránsito                 | Tomás                        |
| 2003    | Enamórate                          |                              |

### Cine
| Año  | Título                | Personaje |
| ---- | --------------------- | --------- |
| 2020 | Ahí te encargo        | Rafa      |
| 2014 | La dictadura perfecta | Reportero |
| 2011 | 180                   |           |

### Teatro
| Año     | Título              | Personaje   |
| ------- | ------------------- | ----------- |
| 2013    | La Lechuga          | Héctor      |
| 2004-05 | Recordando con ira  | Cliff       |
| 2002-03 | 2x1... mejor mañana | José "Pepe" |
| 1998-99 | Los protagonistas   | Armando     |
| 1996-97 | Ni alas, ni raíces  | Andrés      |

## Premios y nominaciones

### Premios TVyNovelas (México)
| Año  | Categoría              | Telenovela                      | Resultado |
| ---- | ---------------------- | ------------------------------- | --------- |
| 2017 | Mejor actor revelación | La candidata y Sin rastro de ti | Nominado  |